# Furka-Scheiteltunnel
Der Furka-Scheiteltunnel ist ein 1874 m langer Schweizer Eisenbahn-Tunnel. Er wurde 1925 fertiggestellt und verbindet die Haltestellen Muttbach und Furka der Dampfbahn Furka-Bergstrecke, vorher Furka-Oberalp-Bahn, und weist ein durchgehendes Gefälle von 30 ‰ in Richtung Westen (also auf die Walliser Seite) auf. Er ist mit 2160 m ü. M. der höchste Alpendurchstich der Schweiz.
Bis zur Eröffnung des Furka-Basistunnels am 25. Juni 1982 verkehrte die damalige Furka-Oberalp-Bahn (FO) mit drei Fahrplanperioden. Der Sommerfahrplan entsprach dem damaligen Europäischen Fahrplan. Der Winterfahrplan wurde bei der FO in einen Herbst- und Winterfahrplan unterteilt, weil man nur bis Mitte Oktober den Betrieb über die Furka weiterführen konnte.
Sobald Schnee fiel, musste die Bahn Sorge tragen, das Rollmaterial bedarfsentsprechend auf beiden Teilen bereitzustellen. Dann wurde die elektrische Fahrleitung inklusive der Masten auf fast 15 km abgebaut und die Strecke „lawinentauglich“ gemacht. Alle Teile, die sich mehr als 1 m über den Boden erhoben, wurden demontiert und gelagert. Die Tunnelportale wurden verschlossen, um das Eindringen von Schnee zu verhindern. Die Steffenbachbrücke auf der Urnerseite, als Viadukt gebaut, wurde schon im ersten Winter nach Erbauung Opfer einer Lawine. So wurde dort eine heute noch bestehende klappbare Stahlbrücke erbaut, die in drei Teilen auf die Widerlager zurückgezogen und so jeden Herbst in Sicherheit gebracht werden konnte. Für diese Arbeiten standen zu Zeiten des FO-Betriebes lediglich handbetriebene Seilwinden zur Verfügung, wobei auf dieser Brücke bis zu 200 t Last verkehren können. Diese jährlich wiederkehrenden Arbeiten bedeuteten einen erheblichen Aufwand und entsprechende Betriebskosten. Trotzdem brachte manch früher Wintereinbruch die Bahn in Bedrängnis, musste das Personal dann doch unter Gefahren die Strecke abräumen und Triebfahrzeuge von Göschenen oder Chur geschemelt auf Normalspurfahrzeugen nach Brig oder umgekehrt transportiert werden.
Für die Arbeiten wurden bis 1968 Dampflokomotiven des Typs HG 3/4 eingesetzt, die danach durch moderne dieselelektrische Lokomotiven FO HGm 4/4 ersetzt wurden. Vor der Streckenöffnung Anfang Juni mussten Schneepflüge und -schleudern eingesetzt werden. Vielmals waren die Schneehöhen in den engen Alpentälern so hoch, dass der Schnee von Hand und mit schweren Baumaschinen abgetragen werden musste, bis die Bahnschleudern eingesetzt werden konnten. Die Baumaschinen mussten auf offenen Bahnwagen zum Einsatzort gebracht werden. So konnte man die Bahnstrecke zwei Wochen früher öffnen. Im Juni 1963 erlebte die Bahn das schlimmste Unglück bei Öffnung der Strecke. Ein Team, mit der Dampflok an der Schneefront, wurde oberhalb von Gletsch von einer Lawine erfasst und in die Tiefe gerissen. Es waren mehrere Todesopfer zu beklagen, darunter ein Journalist, der eine Reportage über die Schneeräumung machte.
Daraufhin wurde der Bau des Furka-Basistunnels vorangetrieben, der schliesslich 1982 eröffnet werden konnte. Die Bergstrecke sollte zuerst zurückgebaut werden. Eisenbahnfreunde gründeten 1983 den Verein Furka-Bergstrecke, der die schrittweise Wiedereröffnung der Bergstrecke ermöglichte. Nach seiner Instandstellung wird der Scheiteltunnel seit 2001 durch die Dampfbahn Furka-Bergstrecke wieder genutzt.
Der Tunnel, dessen eher einfaches und nicht durchgängiges Gewölbe durch den Bergdruck stark gelitten hatte, wurde in den 1980er und 1990er Jahren saniert. Weitere Sanierungsarbeiten sind für den Zeitraum von 2023 bis 2025 vorgesehen.